# بیه سپیره
شهر بیه سپیره (به رومانیایی: Baia Sprie) در شهرستان مرموره در کشور رومانی واقع شده‌است. جمعیت این شهر ۱۵٬۷۳۵ نفر  است.